# Rafael Castro Ordóñez
Rafael Castro Ordóñez (ur. 1830/1834? w Madrycie, zm. 2 grudnia 1865) – hiszpański malarz, rysownik i fotograf.
Urodził się w Madrycie w 1834, według innych źródeł w 1830. W latach 1848–1850 studiował na Królewskiej Akademii Sztuk Pięknych św. Ferdynanda w Madrycie. Kilkakrotnie brał udział w Krajowej Wystawie Sztuk Pięknych w Madrycie, w 1860 r. otrzymał wyróżnienie cum laude za obraz Sancho García presentando a su madre la copa de vino emponzoñado que ésta le había preparado.
Zainteresował się modną i lukratywną w tym okresie fotografią. Wyjechał do Paryża aby uczyć się fotografii u francuskiego malarza Leona Cognieta. Został wybrany na fotografa ekspedycji naukowej na Pacyfiku (La comisión científica del Pacífico). Przygotowując się do wyprawy korzystał z pomocy angielskiego fotografa Charlesa Clifforda.
Z niewyjaśnionych przyczyn popełnił samobójstwo 2 grudnia 1865 roku.